# Cyperus secubans
Cyperus secubans är en halvgräsart som beskrevs av Karen Louise Wilson. Cyperus secubans ingår i släktet papyrusar, och familjen halvgräs.
Artens utbredningsområde är New South Wales. Inga underarter finns listade i Catalogue of Life.